# هلرتسهاوزن
هلرتسهاوزن (به آلمانی: Hellertshausen) یک شهر در آلمان است که در بیرکنفلد واقع شده‌است. هلرتسهاوزن ۲۱۱ نفر جمعیت دارد.